# Temsia
Temsia (arabiska: تمسية) är en landskommun i Marocko. Den ligger i prefekturen Inezgane-Aït Melloul och regionen Souss-Massa, 500 km sydväst om huvudstaden Rabat. Antalet invånare var 40 780 vid folkräkningen 2014.